# Jaroslav Bílek
Jaroslav Bílek (* 16. März 1971 in Vimperk) ist ein ehemaliger tschechischer Radrennfahrer.
Bilek war Teilnehmer der Olympischen Sommerspiele 1992 in Barcelona. Im Mannschaftszeitfahren belegte der Vierer aus der Tschechoslowakei mit Jaroslav Bílek, Miroslav Lipták, Pavel Padrnos und František Trkal den 8. Platz. Bilek gewann 1993 die Friedensfahrt (die er viermal bestritt) und im Jahr darauf die Bergwertung sowohl der Niedersachsen- wie auch der Bayern-Rundfahrt.
1996 startete Jaroslav Bílek seine internationale Karriere bei der tschechischen Radsportmannschaft Tico. Die letzten vier Jahre seiner Laufbahn von 1998 bis 2001 fuhr er für die tschechische Radsportmannschaft Wüstenrot-ZVVZ, für die er 1999 die Gesamtwertung der Tour de Bohemia gewann.